# Hrvoje Horvat
Hrvoje Horvat (Bjelovar, 22 de mayo de 1946) fue un jugador de balonmano yugoslavo que jugó de central. En la actualidad entrena al RK Nexe Našice. Su último club fue el MTSV Schwabing, en el que jugó hasta su retirada en 1983.
Fue habitual en la Selección de balonmano de Yugoslavia, con la que ganó  la medalla de oro en los Juegos Olímpicos de Múnich 1972, entre otras medallas.

## Palmarés

### RK Bjelovar
- Liga de balonmano de Yugoslavia (7): 1967, 1968, 1970, 1971, 1972, 1977, 1979
- Liga de Campeones de la EHF (1): 1972

## Clubes

### Como jugador
- RK Bjelovar (1962-1979)
- TSV Milbertshofen (1979-1980)
- MTSV Schwabing (1980-1983)

### Como entrenador
- VfL Gummersbach (1991-1994)
- TV Eitra (1994-1997)
- TV Willstät (1997-1999)
- MT Melsungen (1999-2003)
- Coburg 2000 (2005-2009)
- RK Dubrava (2009-2011)
- Coburg 2000 (2011-2013)
- RK Dubrava (2013-2016)
- RK Nexe Našice (2016-)[1]